# Castello Piccolomini (Balsorano)
Il castello Piccolomini è un castello sito a Balsorano Vecchio, comune di Balsorano (AQ), in Abruzzo, dichiarato edificio monumentale degno di essere conservato nel 1902.

## Storia

Veduta del castello

Il castello di Balsorano fu eretto, sulle fondamenta di un'altra antica struttura militare risalente ai Conti dei Marsi e posta in comunicazione visiva con il castello-recinto di Morrea e la torre di Roccavivi, da Antonio Todeschini Piccolomini, nipote di Papa Pio II e genero di Ferdinando I di Napoli, intorno all'anno 1460. Successivamente Antonio assunse il controllo della baronia balsoranese.
In seguito conobbe vari passaggi di signoria feudale, gli stessi della baronia di Balsorano, tra cui Carlo Lefevbre primo conte di Balsorano, fino alla famiglia Fiastri Zannelli che lo ha trasformato in albergo-ristorante. Negli anni trenta sono stati eseguiti dei restauri per via dei gravi danni causati dal terremoto della Marsica del 1915; conserva tuttavia diversi elementi architettonici originari.
È stato spesso usato come location di film, specialmente negli anni sessanta e settanta.

## Struttura

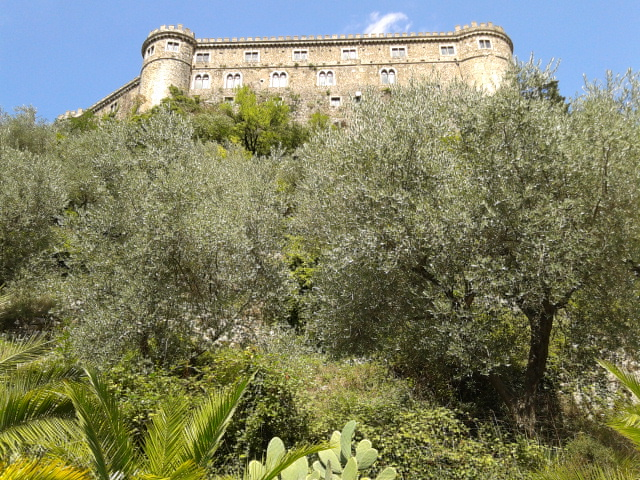
Sperone roccioso e castello

La pianta è di forma pentagonale-irregolare mentre la struttura è in pietra. Il principale accesso è pedonale dal parco di fronte che immette in un cortile ad L con pozzo. I palazzi tutt'intorno sono impreziositi da bifore e trifore. L'aspetto esterno è medievale-rinascimentale.

Visuale del castello nel film La cripta e l'incubo

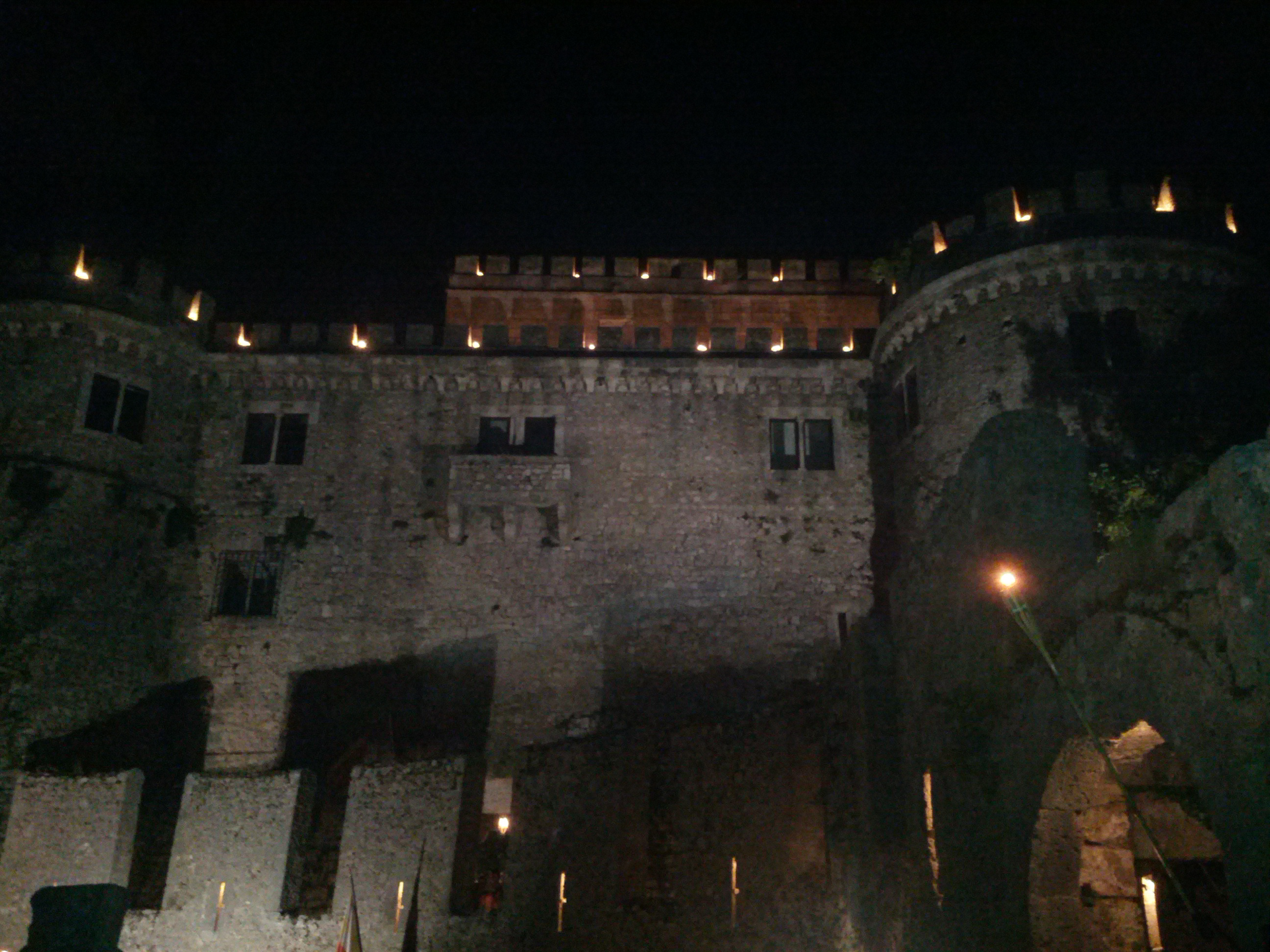
Veduta notturna

La struttura del castello è di un rettangolo irrazionale. Esso poggia sul monte Cornacchia e si trova sullo sperone roccioso che si affaccia sulla Valle Roveto. Verso la facciata il rettangolo ha un breve lato, mentre i due laterali e quello di dietro mostrano l'aspetto trapezoidale. I lati sono divisi alla base da imponenti bastioni, e poi da un cornicione marcapiano. Le finestre del primo settore sono bifore, mentre le altre monofore. La copertura del tetto è in tegole classiche evoluzione centro originalmente vi era un torrione imponente di vedetta. La torre quadrata però è crollata con il terremoto del 1915.

### Torri
Le torri sono poste agli angoli del castello, ma avendo questo una struttura tripartita dalla parte che volge verso Balsorano, le torri sono cinque. Prima del terremoto del 1915 erano sei.
Le torri sono circolari e slanciate, possedendo finestre doppie su ciascuna e terminano a beccatelli. Sulla parte del castello che è a strapiombo ci sono le torri della facciata (due) ed un'altra che di collega con il lato sinistro (la torre non è visibile da Balsorano).

### Entrata e giardino
L'entrata è costituita da una cinta muraria in parte restaurata che avvolgeva il castello. Si accede da un arco e si giunge al castello vero e proprio: il portale è semplice e sopra vi è una finestra con loggia per i discorsi. Il giardino è legato a un portico interno che contiene la piazzetta per il pozzo. Sono presenti arcate classiche con stucchi e finestre bifore gotiche. La cinta muraria serviva da protezione ma oggi è stata attrezzata per passeggiate e come belvedere.

### Interno

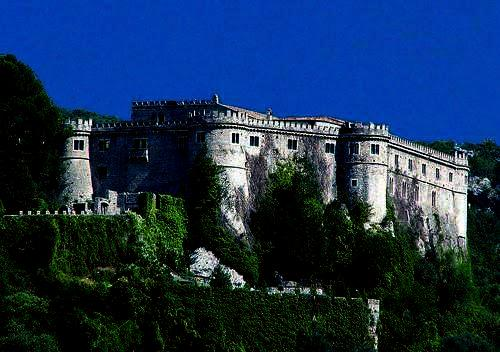
Castello di Balsorano in uno scatto all'alba

L'interno mantiene l'aspetto gotico e rinascimentale originale. Le sale più piccole sono adibite a camere d'albergo mentre la sala centrale è per le cerimonie. Particolarmente interessante è quest'ultima che è ricca degli arazzi cinquecenteschi e degli affreschi con dipinti gli stemmi e i blasoni dei vari proprietari della famiglia Piccolomini. Altri arazzi della sala mostrano figure geometriche tipiche del gotico, come pinnacoli e guglie. Una seconda grande sala è arricchita da un caminetto di pietra con i lati affrescati di giallo, ai quali sono appese armi da guerra originali.

### Cappella gentilizia Piccolomini
La cappella dei Piccolomini è a navata unica ed è in stile quattrocento. Gli affreschi mostrano figure geometriche di rombi e croci di Cristo, con sfumature dal blu lapislazzuli al giallo ocra. L'abside con altare è inquadrata da tre finestre ad arco a tutto sesto (la centrale è murata: le decorazioni di contorno mostrano raggi solari e lingue di fuoco che avvolgono rose dorate. Nella finestra di centro invece è raffigurata la sacra scritta IHS.

## Location
Tra gli anni sessanta e gli anni settanta, al castello furono girati diversi film gialli ed horror, i più celebri dei quali furono La cripta e l'incubo, Il boia scarlatto, Assassino senza volto, Riti, magie nere e segrete orge nel trecento e La sanguisuga conduce la danza.
Intorno alla metà degli anni novanta il castello divenne la location per alcuni film pornografici diretti da Joe D'Amato e Franco Lo Cascio che videro protagonista, tra gli altri, l'attore porno Rocco Siffredi.
I film girati al castello sono:
- La cripta e l'incubo (1964)
- Il boia scarlatto (1965)
- La settima tomba (1965)
- A... come assassino (1966)
- 7 donne d'oro contro due 07 (1966)
- Assassino senza volto (1967)
- Le 7 cinesi d'oro (1967)
- Pensiero d'amore (1969)
- Lady Barbara (1970)
- Esotika Erotika Psicotika (The Lickerish Quartet) (1970)
- Lady Frankenstein (1971)
- La lunga ombra del lupo (1971)
- Metti lo diavolo tuo ne lo mio inferno (1972)
- ...e continuavano a mettere lo diavolo ne lo inferno (1973)
- Riti, magie nere e segrete orge nel trecento (1973)
- Il plenilunio delle vergini (1973)
- Farfallon (1974)
- La sanguisuga conduce la danza (1975)
- Il comune senso del pudore (1976)
- Suor Emanuelle (1977)
- Malabimba (1979)
- Erotic Flash (1981)
- C'è un fantasma nel mio letto (1981)
- Bollenti spiriti (1981)
- Il Marchese De Sade - Oltre ogni perversione (Marquis de Sade) (1994)
- Sexy caccia al tesoro (1994)
- Amleto - Per amore di Ophelia (Hamlet: For the Love of Ophelia) (1995)
- Il barone von Masoch (1995)
- Decameron X - Racconti arguti... di mogli puttane e mariti cornuti (1995)
- Decameron X2 - Novelle maliziose (di bernarde assai vogliose) (Decameron Tales II) (1995)